# Fay-les-Étangs

Fay-les-Étangs este o comună în departamentul Oise, Franța. În 1 ianuarie 2022 avea o populație de 470 de locuitori.